# Chirosia nudisternata
Chirosia nudisternata är en tvåvingeart som beskrevs av Masayoshi Suwa 1974. Chirosia nudisternata ingår i släktet Chirosia och familjen blomsterflugor. Inga underarter finns listade i Catalogue of Life.